# 孟桥川水库
孟桥川水库是中国湖北省襄阳市老河口市境内的一座水库，位于汉江支流孟桥川上，建于1979年。水库正常库容为9740万立方米，集雨面积为82平方千米，海拔为143米。